# Matucana huagalensis
Matucana huagalensis es una especie de planta del género Matucana, familia Cactaceae, orden Caryophyllales.
Es una planta endémica del Perú. Fue descrita científicamente por (Donald & A.B.Lau) Bregman, Meerst., Melis & A.B.Pullen.